# Liste der Gouverneure von Kagoshima
Diese Liste verzeichnet alle Gouverneure (chiji; in der frühen Meiji-Zeit unter anderen Titeln) der japanischen Präfektur (ken) Kagoshima, seitdem sie 1871 das Fürstentum (han) Kagoshima/Satsuma ersetzte. Im Wesentlichen seine heutige Ausdehnung erreichte Kagoshima 1883, als die 1876 eingegliederte Präfektur Miyazaki unter öffentlichem Druck und einer entsprechenden Resolution des Präfekturparlaments Kagoshima wieder abgetrennt wurde. Wie in allen Präfekturen (außer Okinawa/Ryūkyū) wird der Gouverneur von Kagoshima seit 1947 vom Volk gewählt. Die Amami-Inseln gehörten aber noch bis 1953 zu den US-Ryūkyū-Inseln.
| Bild                                       | Name romanisierte Lesung (Schreibung) | Amtsantritt (ggf. Wahldatum)                                                                                          |
| ------------------------------------------ | ------------------------------------- | --- |
|                                            | Ōyama Tsunayoshi (大山 綱良)          | Okt. 1874 als kenrei (県令), davor bereits seit 1871 sanji (参事), gonrei (権令); nach Satsuma-Rebellion hingerichtet |
|                                            | Iwamura Michitoshi (岩村 通俊)        | März 1877 (kenrei) |
|                                            | Watanabe Chiaki (渡邊 千秋)           | Juli 1880 (kenrei→chiji)                                                                                              |
|                                            | Yamanouchi Teiun (山内 堤雲)          | Sep. 1890 |
|                                            | Ōsako Sadakiyo (大迫 貞清)            | Nov. 1892 |
|                                            | Kanō Hisayoshi (加納 久宜)            | Jan. 1894 |
|                                            | Chikami Kiyoomi (千頭 清臣)           | Sep. 1900 |
|                                            | Sakamoto Sannosuke (阪本 釤之助)      | Dez. 1907 |
|                                            | Taniguchi Tomegorō (谷口 留五郎)      | Juli 1911 |
|                                            | Takaoka Tadayoshi (高岡 直吉)         | Apr. 1914 |
|                                            | Hashimoto Masaharu (橋本 正治)        | Dez. 1917 |
|                                            | Nakagawa Nozomu (中川 望)             | Dez. 1921 |
|                                            | Obata Toyoji (小幡 豊治)              | Sep. 1923 |
|                                            | Agata Shinobu (縣 忍)                 | Juni 1924 |
|                                            | Nagano Miki/Kan (長野 幹)             | Sep. 1926 |
|                                            | Matsumoto Manabu/Gaku (松本 學)       | Mai 1927 |
|                                            | Gotō Takizō (後藤 多喜藏)             | Jan. 1928 |
|                                            | Yamaguchi Yasunori (山口 安憲)        | Juli 1929 |
|                                            | Kubota Jisuke (窪田 治輔)             | Okt. 1931 |
|                                            | Ichimura Keizō (市村 慶三)            | Dez. 1931 |
|                                            | Hayakawa Saburō (早川 三郎)           | Jan. 1935 |
|                                            | Nakamura Yasujirō (中村 安次郎)       | Apr. 1936 |
|                                            | Kurashige Hisashi (藏重 久)           | Juni 1938 |
|                                            | Fujino Megumu (藤野 惠)               | Apr. 1939 |
|                                            | Arai Zentarō (新居 善太郎)            | Aug. 1940 |
|                                            | Susukida Yoshitomo (薄田 美朝)        | Okt. 1941 |
|                                            | Shibayama Hiroshi (柴山 博)           | Apr. 1943 |
|                                            | Tsuge Fumio (柘植 文雄)               | Apr. 1945 |
|                                            | Ryūno Kiichirō (龍野 喜一郎)          | Okt. 1945 |
|                                            | Shigenari Kaku (重成 格)              | Juli 1946 |
|                                            | Hashizume Kiyoto (橋爪 清人)          | März 1947 |
|                                            | Shigenari Kaku                        | Apr. 1947 (Wahl 5. April 1947)                                                                                        |
| Apr. 1951 (Wahl 30. April 1951)            | Shigenari Kaku                        | |
|                                            | Terazono Katsushi (寺園 勝志)         | Apr. 1955 (Wahl 23. April 1955)                                                                                       |
| Apr. 1959 (Wahl 23. April 1959)            | Terazono Katsushi (寺園 勝志)         | |
| Apr. 1963 (17. April 1963 ohne Abstimmung) | Terazono Katsushi (寺園 勝志)         | |
|                                            | Kanemaru Saburō (金丸 三郎)           | Apr. 1967 (Wahl 15. April 1967)                                                                                       |
| Apr. 1971 (Wahl 11. April 1971)            | Kanemaru Saburō (金丸 三郎)           | |
| Apr. 1975 (Wahl 13. April 1975)            | Kanemaru Saburō (金丸 三郎)           | |
|                                            | Kamada Kaname (鎌田 要人)             | März 1977 (Wahl 27. Februar 1977)                                                                                     |
| Feb. 1981 (Wahl 8. Februar 1981)           | Kamada Kaname (鎌田 要人)             | |
| Feb. 1985 (Wahl 3. Februar 1985)           | Kamada Kaname (鎌田 要人)             | |
|                                            | Tsuchiya Yoshiteru (土屋 佳照)        | Feb. 1989 (Wahl 3. Februar 1989)                                                                                      |
| Feb. 1993 (Wahl 7. Februar 1993)           | Tsuchiya Yoshiteru (土屋 佳照)        | |
|                                            | Suga Tatsurō (須賀 龍郎)              | Juli 1996 (Wahl 28. Juli 1996)                                                                                        |
| Juli 2000 (Wahl 16. Juli 2000)             | Suga Tatsurō (須賀 龍郎)              | |
|                                            | Itō Yūichirō (伊藤 祐一郎)            | Juli 2004 (Wahl 11. Juli 2004)                                                                                        |
| Juli 2008 (Wahl 13. Juli 2008)             | Itō Yūichirō (伊藤 祐一郎)            | |
| Juli 2012 (Wahl 8. Juli 2012)              | Itō Yūichirō (伊藤 祐一郎)            | |
|                                            | Mitazono Satoshi (三反 園訓)          | Juli 2016 (Wahl 10. Juli 2016)                                                                                        |
|                                            | Shiota Kōichi (塩田 康一)             | Juli 2020 (Wahl 12. Juli 2020)                                                                                        |
| Juli 2024 (Wahl 7. Juli 2024)              | Shiota Kōichi (塩田 康一)             | |